# Eriborus variegatus
Eriborus variegatus är en stekelart som först beskrevs av Szepligeti 1910.  Eriborus variegatus ingår i släktet Eriborus och familjen brokparasitsteklar. Inga underarter finns listade i Catalogue of Life.